# Энгельс, Ян
Ян Энгельс (нидерл. Jan Engels 11 мая 1922, Синт-Генезиус-Роде, Халле-Вилворде — 17 апреля 1972, Heverlee, Брабант) — бельгийский профессиональный шоссейный велогонщик в 1945-1952 годах. Победитель однодневной классической велогонки Льеж — Бастонь — Льеж (1945).

## Достижения
1945
1-й Льеж — Бастонь — Льеж 
1-й — Этап 2 Тур Бельгии 
1946
2-й Тур Бельгии — Генеральная классификация
1-й — Этап 8а
6-й Тур Швейцарии — Генеральная классификация
1948
1-й  Лидер в Генеральной классификации Тур де Франс после Этапа 2

## Статистика выступлений

### Гранд-туры
| Гранд-тур                 | 1947 | 1948 |
| ------------------------- | ---- | ---- |
| Джиро д’Италия            | —    | —    |
| Тур де Франс              | —    | 22   |
| (c 2010 ) Вуэльта Испании | НФ   | —    |

| —  | Не участвовал  |
| НФ | Не финишировал |